# Morpho polyphemus
Morpho polyphemus é uma borboleta neotropical da família Nymphalidae, subfamília Satyrinae e tribo Morphini, descrita em 1850 e nativa do sul da América do Norte (México, raramente se aventurando até o sudeste do Arizona) a quase toda a América Central (Guatemala, Honduras, Nicarágua e Costa Rica). Visto por cima, o padrão básico da espécie (macho) apresenta asas translúcidas e iridescentes de coloração branca com as pontas das asas anteriores de coloração amarronzada e com outros poucos desenhos característicos de igual coloração. Vista por baixo, apresenta asas com igual ausência de pigmentação, onde se destaca uma sequência de seis, oito, nove, ou dez ocelos, com anéis de coloração amarela, em cada par (anterior e posterior) de asas; o penúltimo ocelo, próximo ao final das asas, sendo o mais desenvolvido (Na subespécie M. polyphemus catalina, da Nicarágua e Costa Rica, o mais desenvolvido é o último). Raramente os indivíduos apresentando todos os ocelos bem desenvolvidos. O dimorfismo sexual é acentuado, com as fêmeas maiores, menos frequentes e com a face inferior mais decorada; embora o macho varie muito em suas dimensões. Lagartas de M. polyphemus, subespécie catalina, encontradas em Ingá e planta do gênero Paullinia (Paullinia pinata), formando uma crisálida de coloração verde antes do adulto emergir. Este pode chegar a uma envergadura de até 12 centímetros.

## Hábitos
Adrian Hoskins cita que a maioria das espécies de Morpho passa as manhãs patrulhando trilhas ao longo dos cursos de córregos e rios. Nas tardes quentes e ensolaradas, às vezes, podem ser encontradas absorvendo a umidade da areia, visitando seiva a correr de troncos ou alimentando-se de frutos em fermentação. No México, M. polyphemus voa de maio a novembro, habitando florestas tropicais de encosta com uma estação seca distinta.

## Subespécies
M. polyphemus possui três subespécies:
- Morpho polyphemus polyphemus - Descrita por Westwood em 1850, de exemplar proveniente do México.[7][8][11][17]
- Morpho polyphemus luna - Descrita por Butler em 1869, de exemplar proveniente do México (também coletada na Guatemala e Honduras).[22]
- Morpho polyphemus catalina - Descrita por Corea & Chacon em 1984, de exemplar proveniente da Costa Rica (também coletada na Nicarágua).[19]